# Schortens
Schortens é uma cidade da Alemanha localizada no distrito de Friesland, estado de Baixa Saxônia.